# Сан Ђакомо Монтезано (Рагуза)
Сан Ђакомо Монтезано је насеље у Италији у округу Рагуза, региону Сицилија.
Према процени из 2011. у насељу је живело 51 становника. Насеље се налази на надморској висини од 512 м.